# Чугай, Ольга Олеговна
Чугай, Ольга Олеговна (12 октября 1944, Москва — 22 декабря 2015, там же) — советская и российская поэтесса и переводчица.

## Краткая биография
Воспитывалась в семье деда, профессора-филолога Александра Семёновича Беднякова. Интересовалась историей. В 1964—1969 гг. училась на историческом факультете МГУ у профессора П. А. Зайончковского (не окончила). Позднее, в 1990 году окончила Высшие литературные курсы при Союзе писателей СССР.

## Творчество
Начала писать стихи с ранней юности, с 1965 года стала печататься в альманахах и литературных журналах («Новый мир», «Юность»). Автор сборников стихов «Судьба глины» (1982) и «Светлые стороны тьмы» (1995). Составитель и автор двухтомной антологии «Граждане ночи» (1990, 1992). Некоторые стихи положены на музыку (в частности, «Прошусь до сентября», композитор Владимир Шпень).
Занималась переводом поэзии с английского, чешского, исландского, белорусского и других языков.
Руководила литобъединением в УДН им. П. Лумумбы, молодёжной литературной студией при СП. Среди выпускников студии Филипп Николаев, Игорь Караулов, Нина Грачева, Виталий Пуханов, Денис Новиков. С 1977 по 1990 вела «Лабораторию первой книги» при Московской писательской организации, через которую прошли Иван Жданов, Нина Габриэлян, Арво Метс, Фаина Гримберг, Аркадий Штыпель и многие другие поэты. Студийцы называли её «поставщицей гениев».
Любила Среднюю Азию, часто бывала в Туркмении и Таджикистане, дружила с местными поэтами, занималась изучением восточного декоративно-прикладного искусства. Результатом этих поездок стали замечательные поэтические циклы «Старый Мерв», «Поющая роза» и «Парфянская ласточка».
Умерла в 2015 году. Прах захоронен в колумбарии на Преображенском кладбище.

## Впечатление
Стихи Ольги Чугай — это какие-то таинственные сигналы из неведомой области, таящейся за грубой скорлупой обыденной реальности… Чугай пишет не словами и не синтагмами, но речевым потоком. Конечно, предложения у нее есть, и они формально завершены. Но это предложения неравномерной длины, нередко в 5, 7, 9 строк. Причем, начало одного как бы уже вызревает в середине предыдущего. Но не столько на уровне явленной мысли, сколько на уровне звука. Нередко она писала белым стихом, которым владела виртуозно. В этом случае ее стих держится на сильной фонописи уподобленных друг другу в звуковом отношении слов. Для таких стихов характерны льющаяся строка с плавными переносами, фразы длинные, как река или долгий, медленный переход через реку… Она считала, что «слова грубей и тверже звуков», и потому в ее стихах звук как бы предшествует словам, в которых он «оплотняется» и материализуется. Впрочем, и рифмованным стихом она владела мастерски. Случались у нее и верлибры.— Нина Габриэлян 

## Основные сборники
- Подборка стихов в журнале «Юность» (№ 4, 1976): «Так хорошо мне сегодня, как будто…», «Пролетела вереница удивительных часов…», «Окраина далёкая моя!…», «Сказка», «Сад», «Подземная река», «Моё ли солнце…», «Прощание».
- Судьба глины. М.: Советский писатель, 1982
- Светлые стороны тьмы. М., 1995[8].
- Граждане ночи. (М., т. 1 в 1990, т. 2 в 1992).